# RNA-polymerase IV
RNA-polymerase IV is een RNA-polymerase, dat betrokken is bij de productie van small interfering RNA (siRNA) bij planten. Het is een afgeleide van RNA-polymerase II. Bij jonge somatische embryo's komt RNA-polymerase IV in de celkern voor, terwijl bij meer ontwikkeld ouder weefsel het in het cytoplasma voorkomt.
RNA-polymerase IV is specifiek voor plantengenomen en is nodig voor de vorming van meer dan 90% van het 24-nucleotide lang heterochromatische siRNA.
RNA-polymerase IV bestaat uit 12 subeenheden, waarvan veel gemeenschappelijk met die van RNA-polymerase II en RNA-polymerase V.

## Subeenheden[4]
| Pol IV subeenheden | Al of niet in de andere RNA-polymerasen voorkomend | Menselijk gen | Aantal proteïnogene aminozuren | Menselijke Pol II subeenheden |
| ------------------ | -------------------------------------------------- | ------------- | ------------------------------ | ----------------------------- |
| RPD1               | IV                                                 |               | 1444                           |                               |
| RPD2               | IV, V                                              |               | 1229                           |                               |
| RPD3               | II, IV, V                                          | POLR2C        | 275                            | subunit C                     |
| RPD4               | IV, V                                              |               | 219                            |                               |
| RPD5               | IV                                                 |               | 248                            |                               |
| RPD6               | I, II, III, IV, V                                  | POLR2F        | 127                            | hRPB6 (subunit F)             |
| RPD7               | IV, V                                              |               | 175                            |                               |
| RPD8               | I, II, III, IV, V                                  | POLR2H        | 149                            | hRPB8 (subunit H)             |
| RPD9               | II, IV, V                                          | POLR2I        | 125                            | subunit I                     |
| RPB10              | II, IV, V                                          | POLR2J        | 117                            | subunit J                     |
| RPD11              | I, II, III, IV, V                                  | POLR2K        | 58                             | hRPB10 (subunit K)            |
| RPD12              | I, II, III, IV, V                                  | POLR2L        | 67                             | hRPB12 (subunit L)            |

## Functie
RNA-polymerase IV remt de transposons en repetitief-DNA tijdens het siRNA-reactiepad. Het siRNA speelt een hoofdrol bij de verdediging van het genoom tegen binnendringende virussen en springende genen door de door het RNA gestuurde DNA-methylatie.
RNA-polymerase IV en ROS1-demethylase (Repressor Of Silencing 1) ontsluit en hercondenseert het 5S rDNA-chromatine, dat aanwezig is in zaden en nodig is voor de ontwikkeling van de volwassen planteigenschappen. RNA-Polymerase IV is ook betrokken bij de methylatiepatronen van de 5S genen tijdens de afrijping van de plant.
In Arabidopsis thaliana RNA-polymerase IV werkt samen met het bindingseiwit DCL3 (Dicer-like 3) en een RNA-polymerase II RDR2 (RNA-dependent RNA-polymerase) en remt het reactiepad van RNA-polymerase IV dat anders enkelstrengs RNA zou produceren en dat nu wordt veranderd in dsRNA (dubbelstrengs RNA) door RDR2 en vervolgens omgezet in siRNA door DCL3. Aan de basis ligt de aanwezigheid van een stuk (enkelstrengs)RNA met de sequentie die complementair is aan het uit te schakelen mRNA. Er ontstaat nu een dubbelstrengs RNA. Dit wordt herkend door het enzym Dicer en verknipt in kleine fragmenten, "small interfering RNAs" (siRNA) van ongeveer 25 basenparen lang met een overhang van 2 basen aan het 3'- einde.

## Bepaling type RNA-polymerase
Alfa-amanitine wordt door zijn werkingsmechanisme ook veelal gebruikt als een stuk gereedschap in wetenschappelijke studies in moleculaire biologie en biologisch onderzoek. Het kan gebruikt worden om te bepalen welke vormen van RNA-polymerase aanwezig zijn. Men test dan de gevoeligheid van de RNA-polymerase in aanwezigheid van alfa-amanitine. RNA-polymerase I, RNA-polymerase IV en RNA-polymerase V zijn ongevoelig, RNA-polymerase II zeer gevoelig en RNA-polymerase III is enigszins gevoelig voor alfa-amanitine.